# غنافوسا ألاكريس
غنافوسا ألاكريس هو نوع من العناكب يوجد في فرنسا وإيطاليا وكرواتيا والمغرب. يصطاد هذا النوع من العناكب ليلاً ويختبئ أثناء النهار تحت الصخور والأوراق. جسمه بيضاوي وضيق ومدبب من الخلف.
تم نشر الاسم العلمي لهذا النوع لأول مرة في عام 1878 من قبل يوجين سيمون.